# Земноалкални метал
У IIа групу периодног система елемената спадају: берилијум, магнезијум, калцијум, стронцијум, баријум и радијум, и једним именом се називају земноалкални метали. Порекло заједничког имена ових елемената лежи у чињеници да су најраспрострањенији међу њима (калцијум и магнезијум) значајни састојци Земљине коре и да њихови карбонати: кречњак (CaCO3), доломит (CaCO3•MgCO3), а у значајној мери и магнезит (MgCO3), представљају основне стене од којих је изграђен рељеф читавих области на Земљи.
Сви су лаки метали, изузев радијума. Сивкасто су беле боје, металног сјаја, али на ваздуху брзо потамне, услед оксидације и пресвлачења танким слојем оксида који их штити од даље оксидације. Тврдоћа се разликује од елемента до елемента због тога што поседују различите типове кристалне решетке, па је тако берилијум прилично тврд а баријум мек као олово. Густина се такође разликује, али су сви тежи од воде.
Атоми ових елемената садрже по два s-електрона у највишем енергетском нивоу те су, према томе, у својим једињењима позитивно двовалентни. Због присуства два електрона у периферној сфери електронског омотача имају јако изражен позитивни метални карактер, иако имају релативно слабије изражене металне особине у односу на алкалне метале (због мањег полупречника атома и самим тим јаче изражене силе привлачења између језгра и електрона услед чега се они теже отпуштају), а поред тога земноалкални метали треба да отпусте и већи број валентних електрона да би стекли конфигурацију племенитог гаса.
Хемијски су врло реактивни, па се стога не јављају у природи у елементарном стању већ искључиво у облику својих једињења, а међу њима најраспрострањенији су калцијум и баријум. Као и у другим групама периодног система, идући одозго надоле, од берилијума ка радијуму, са растућим редним бројем повећава се метални карактер и активност елемената што је условљено повећањем пречника атома и смањењем потенцијала јонизације елемената. За сада није објашњено зашто, али се зна да је енергија јонизације код радијума већа него што се очекивало. Због негативног редокс потенцијала добра су редукциона средства. Земноалкални метали се, иначе, одликују веома малим енергијама јонизације, па стога имају и мали коефицијент електронегативности који опада са порастом атомских бројева.
Ови елементи се лако растварају у киселинама, а берилијум се раствара и у алкалним хидроксидима јер је амфотеран. Загрејани на ваздуху бурно сагоревају дајући оксиде, који су базични, изузев берилијума чији је оксид амфотеран. Земноалкални метали дејствују и на воду (изузев берилијума) и прелазе у одговарајуће хидроксиде, који представљају јаке базе и веома су слабо растворљиви у води. Иначе ови елементи реагују и са азотом, са угљеником, са халогеним елементима итд.
Различита својства берилијума последица су тога што има мањи атомски и јонски полупречник, а и чињеница је да се код s и p- елемената јавља дијагонални ефекат .

## Карактеристике

### Хемијска својства
Као и код других група, чланови ове породице показују обрасце у својој електроничкој конфигурацији, нарочито најудаљеније љуске, што резултира трендовима у хемијском понашању:
|    | Елемент    | Бр. електрона/љуски    | Електронска конфигурација |
| -- | ---------- | ---------------------- | ------------------------- |
| 4  | берилијум  | 2, 2                   |                           |
| 12 | магнезијум | 2, 8, 2                |                           |
| 20 | калцијум   | 2, 8, 8, 2             |                           |
| 38 | стронцијум | 2, 8, 18, 8, 2         |                           |
| 56 | баријум    | 2, 8, 18, 18, 8, 2     |                           |
| 88 | радијум    | 2, 8, 18, 32, 18, 8, 2 |                           |

Највећи део хемије је изучен код првих пет чланова групе. Хемија радијума није довољно успостављена услед његове радиоактивности; и тог разлога су његова својства позната у ограниченој мери.
Сви земноалкални метали су сребрнасто обојени и мекани, и имају релативно ниске густине, тачке топљења, и тачке кључања. У хемијском погледу, сви земноалкални метали реагују са халогенима да формирану земноалкалне металне халиде, од којих су сви јонска кристална једињења (изузев берилијум хлорида, који је ковалентан). Сви земноалкални метали изузев берилијума такође реагују са водом да формирају јаке алкалне хидроксиде и стога је неопходно да се њима рукује са великом пажњом. Тежи земноалкални метали реагују интензивније од лакших. Земноалкални метали имају друге најниже прве јонизационе енергије у њиховим респективном периодама периодног система због њихових донекле ниских ефективних нуклеарних наелектрисања и способности остваривања конфигурације пуне спољашње љуске путем губљења два електрон. Друга јонизациона енергија свих земноалкалних метала је исто тако донекле ниска.
Берилијум је изузетак. Он не реагује с водом или паром, а његови халиди су ковалентни. Ако би берилијум формирао једињења са стањем јонизације +2, он би у знатној мери поларизовао оближње електронске облаке и проузроковао би велика орбитална преклапања, јер берилијум има велику густину наелектрисања. Сва једињења која садрже берилијум имају ковалентну везу. Чак и једињење берилијум флуорид, које је у највећој мери јонско једињење берилијума, има ниску тачку топљења и ниску електричну проводљивост када се отопи.
Сви земноалкални метали имају два електрона у својој валентној љусци, тако да се енергетски преферирано стање постизања попуњене електронске љуске остварује губитком два електрона и формирањем двоструко наелектрисаних позитивних јона.

#### Једињења и реакције
Сви земноалкални метали реагују са халогенима да формирају јонске халиде, као што је калцијум хлорид (CaCl
2), и реагују са кисеоником да би се формирали оксиди, као што је стронцијум оксид (SrO). Калцијум, стронцијум и баријум реагују са водом при чему се ствара водонични гас и њихови респективни хидроксиди, а такође су подвргнути реакцијама трансметалације ради размене лиганда.
| Метал | 2+ [13] | − [14] | „2” јединица | Енергије 2 решетке [15] | Растворљивост [16] |
| ----- | ------- | ------ | ------------ | ----------------------- | ------------------ |
|       | 2.455   | 458    | 3.371        | 3.526                   | растворан          |
|       | 1.922   | 458    | 2.838        | 2.978                   | 0,0012             |
|       | 1.577   | 458    | 2.493        | 2.651                   | 0,0002             |
|       | 1.415   | 458    | 2.331        | 2.513                   | 0,0008             |
|       | 1.361   | 458    | 2.277        | 2.373                   | 0,006              |

### Физичке и атомске особине
Доња табела садржи преглед кључних физичких и атомских својстава земноалкалних метала.
| Земноалкални метал | Стандардна атомска тежина () | Тачка топљења () | Тачка топљења (°) | Тачка кључања () | Тачка кључања (°) | Густина (3) | Електронегативност (Полинг) | Прва енергија јонизације () | Ковалентни радијус () | Боја пламеног теста | Боја пламеног теста |
| ------------------ | ---------------------------- | ---------------- | ----------------- | ---------------- | ----------------- | ----------- | --------------------------- | --------------------------- | --------------------- | ------------------- | ------------------- |
| Берилијум          | 9,012182(3)                  | 1560             | 1287              | 2742             | 2469              | 1,85        | 1,57                        | 899,5                       | 105                   | White               |                     |
| Магнезијум         | 24,3050(6)                   | 923              | 650               | 1363             | 1090              | 1,738       | 1,31                        | 737,7                       | 150                   | сјајно-бела         |                     |
| Калцијум           | 40,078(4)                    | 1115             | 842               | 1757             | 1484              | 1,54        | 1,00                        | 589,8                       | 180                   | цигла-црвена        |                     |
| Стронцијум         | 87,62(1)                     | 1050             | 777               | 1655             | 1382              | 2,64        | 0,95                        | 549,5                       | 200                   | гримизна            |                     |
| Баријум            | 137,327(7)                   | 1000             | 727               | 2170             | 1897              | 3,594       | 0,89                        | 502,9                       | 215                   | јабука-зелена       |                     |
| Радијум            | [226]                        | 973              | 700               | 2010             | 1737              | 5,5         | 0,9                         | 509,3                       | 221                   | тамноцрвена         |                     |